# 花尾燕魟
花尾燕魟为燕魟科燕魟屬的鱼类。分布于红海、印度洋、印度尼西亚、日本以及南海等海域。该鱼身体为菱形，宽约是长的两倍，体色为棕色至灰色，上有浅色的斑点。该鱼喷水孔边缘光滑。花尾燕魟的尾部与其嘴至肛门的长度等长，无尾鳍，上有9-12道黑白交替的条纹。
花尾燕魟是底栖鱼类，多生活于沙质或泥质的海床上，深度一般不超过30米。其主要猎物为各种硬骨鱼、软体动物和甲壳动物。该物种为卵胎生，即受精卵在母鱼体内依靠卵黄发育完全后再诞生，平均每胎诞下7条幼鱼。花尾燕魟没有特定的繁殖季，一年四季均会繁殖。花尾燕魟可作为食用鱼，因此是个体渔业和商业捕捞的对象。

## 物种命名
1803年，苏格兰两栖与爬行动物学家帕特里克·罗素出版著作《两百种搜集于科罗曼德尔海岸维沙卡帕特南的鱼类之描述与插画》
。英国博物学家乔治·肖于1804年在他的著作《动物学概论与自然历史总论》中根据罗素书中的一张插画正式描述花尾燕魟。该鱼的种加词“poecilura”由希腊语词汇与组合而成，前者含义为“多色的”，后者含义则是“尾巴”。
对花尾燕魟的生物形态学和线粒体DNA分析显示该鱼关系最为密切的物种是条尾燕𫚉

## 外貌描述
同其他燕魟科物种一样，花尾燕魟的胸鳍为菱形，宽度约为长的两倍。其胸鳍前部曲折，后部则大致为弧形，腹鳍则短而圆。该鱼吻部短而宽，末端略微突出。花尾燕魟的眼睛大小中等，后方有数个边缘光滑的大斑点。该鱼的鼻腔位于其嘴附近。其嘴与鼻腔之前有一块短而宽的光滑皮肤。该鱼整条牙床为曲线，上下颚各有超过50列牙齿，且会随年龄增加而增加。其牙齿小、窄而尖。花尾燕魟有鳃裂五瓣，均位于腹部。
花尾燕魟的尾部细长如线，上无背鳍或尾鳍，长度约等于该鱼自吻部尖端至肛门的长度，比其他同科物种长得多。部分个体的尾巴根部上半部会长出一根毒刺，而在极其罕见的情况下更会长出两根。花尾燕魟没有任何鳞片。该鱼背部为绿棕色至灰色，上有许多浅色小斑点，偶尔也会有些许黑色的斑点，而腹部则为白色，但在边缘部分颜色会逐渐变深。花尾燕魟的尾部有9-12节黑白相间的斑纹，少数个体在每节上半部有一个黑色小点。该鱼最大能长到92厘米宽。

## 物种分布
花尾燕魟是在印度洋-太平洋海域分布最广的燕魟，且在许多地区均是常见种。其分布西至红海和索马里海域，东至华南、日本和菲律宾海域，南至婆罗洲、苏门答腊岛和爪哇岛海域。此外，法属波利尼西亚也有该鱼出现的记录，但目前尚不确定该地种群是否为同一物种。

## 生态与习性

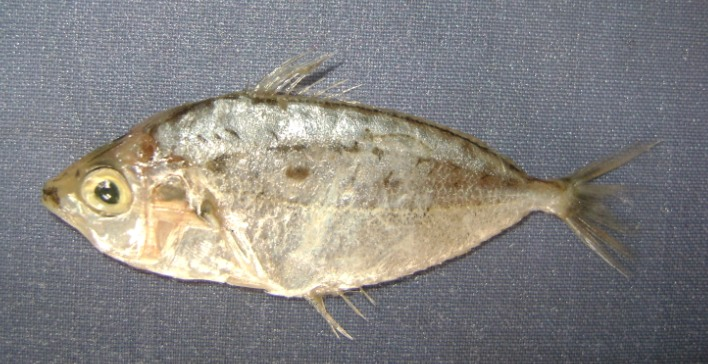
鲾属鱼类是花尾燕魟的猎物之一（图示物种为长刺鲾）

花尾燕魟为底栖鱼类，多生活于沿岸10-30米深的浅水中。该鱼的主要猎物为各类硬骨鱼，尤其是鲾属鱼类，亦会捕食甲壳类与软体动物。花尾燕魟既无洄游习性，也不会形成较大的鱼群。该鱼的寄生虫包括线虫 Hysterothylacium poecilurai和绦虫Acanthobothrium micracantha。同其他魟鱼一样，花尾燕魟为卵胎生鱼类：幼鱼会在母鱼体内孵化，并先后通过卵黄和子宫腺分泌的营养液为生。雌性花尾燕魟有两个子宫和卵巢。该鱼全年均会繁殖，其中四月至十月的交配频率略高于其余时间。花尾燕魟的孕期目前尚不明了，但部分雌鱼一年会产下多于一胎幼鱼。刚出生的幼鱼体宽20-26厘米，且除去无毒刺外以及体型较小外和成鱼并无差异。同父母的幼鱼颜色上可能会有所差异。雄鱼和雌鱼分别会在体宽达到约46厘米和约41厘米时性成熟。

## 与人类之间的关系
花尾燕魟在泰国、印度和印度尼西亚等国是食用鱼，因此是个体渔业和商业捕捞的对象。一般捕捞该鱼的渔具为拖网或流刺网，亦会使用三重网等其他渔具。虽然目前没有关于花尾燕魟捕捞量的数据，但考虑到该鱼繁殖率低下且怀孕母鱼常在被捕获后抛弃其腹中的幼鱼，其十分容易受到过度捕捞的影响。由于其分布范围内渔业活动频繁，IUCN将该鱼评为易危。